# 불환향
불환향(不還向, 산스크리트어: anāgāmi-phala-pratipanna), 불환과향(不還果向), 아나함향(阿那含向) 또는 향아나함(向阿那含)은 불교의 성자들 중의 한 부류로서, 4향4과에 속한, 욕계 수혹 9품 중 제7품 또는 제8품을 끊은 성자를 말한다.
여기서, 욕계 수혹 9품은 욕계의 수혹, 즉, 98수면 또는 128번뇌 중 욕계에 속한 수소단의 탐 · 진 · 만 · 무명을 그 강약 또는 추세(麁細, 거침과 미세함)에 따라, 상품 · 중품 · 하품의 3품으로 나누고 다시 그 각각을 상중하의 3품으로 나누어, 총 9가지로 나눈 것으로 ① 상상품(上上品) ② 상중품(上中品) ③ 상하품(上下品) ④ 중상품(中上品) ⑤ 중중품(中中品) ⑥ 중하품(中下品) ⑦ 하상품(下上品) ⑧ 하중품(下中品) ⑨ 하하품(下下品)을 말한다.
'불환'(不還)이란 욕계로 되돌아오지 않음 즉 욕계에 다시 태어나지 않음을 뜻한다. '불환향'(不還向)이란 그러한 상태를 향해 나아간다 또는 접근해 간다는 것을 뜻한다.
불환향에 속한 성자의 한 부류로서 일간(一間)이 있다. 불환향은 오로지 번뇌의 단멸에 의해 정의된다. 즉, 욕계 수혹 제7품 또는 제8품의 단멸에 의해 정의되며, 이 번뇌들을 무루근으로 끊었는가 혹은 유루근으로 끊었는가는 상관하지 않는다. 이에 비해 일간은 이 번뇌들을 무루근으로 단멸한 경우로 정의된다. 무루근으로 끊었다는 것은 일래과의 상태에서 더욱 수행하여 불환향에 도달했다는 것을 뜻하고 유루근으로 끊었다는 것은 범부위에서 끊은 후 견도 시에 불환향에 도달했다는 것을 뜻한다.(자세한 내용은 '일간'과 '초월증' 문서를 참조.) 
| 3향3과 | 단멸한 번뇌                | 단멸에 소요되는 생                     | 별도 명칭      |
| 예류향 | 견혹                       | 알 수 없음, 견혹은 단박(16심)에 끊어짐 |                |
| 예류과 | 견혹                       | 알 수 없음, 견혹은 단박(16심)에 끊어짐 |                |
| 일래향 | 욕계 수혹 ① 상상품(上上品) | 최대 2생                               |                |
| 일래향 | 욕계 수혹 ② 상중품(上中品) | 최대 1생                               |                |
| 일래향 | 욕계 수혹 ③ 상하품(上下品) | 최대 1생                               | 가가 · 3생가가 |
| 일래향 | 욕계 수혹 ④ 중상품(中上品) | 최대 1생                               | 가가 · 2생가가 |
| 일래향 | 욕계 수혹 ⑤ 중중품(中中品) | 최대 1생                               |                |
| 일래과 | 욕계 수혹 ⑥ 중하품(中下品) | 최대 1생                               |                |
| 불환향 | 욕계 수혹 ⑦ 하상품(下上品) | 최대 1생                               | 일간           |
| 불환향 | 욕계 수혹 ⑧ 하중품(下中品) | 최대 1생                               | 일간           |
| 불환과 | 욕계 수혹 ⑨ 하하품(下下品) | 최대 1생                               |                |
| 합계   | 욕계 수혹 9품              | 견도 후 열반까지 최대 7생              |                |

불환향(不還向)은 다음의 분류 또는 체계에 속한다.
- ① 예류향 ② 예류과 ③ 일래향 ④ 일래과 ⑤ 불환향 ⑥ 불환과 ⑦ 아라한향 ⑧ 아라한과의 4향4과(四向四果) 중의 하나이다.
- ① 수신행 ② 수법행 ③ 신해 ④ 견지 ⑤ 신증 ⑥ 가가 ⑦ 일간 ⑧ 예류향 ⑨ 예류과 ⑩ 일래향 ⑪ 일래과⑫ 불환향 ⑬ 불환과 ⑭ 중반 ⑮ 생반 ⑯ 유행반 ⑰ 무행반 ⑱ 상류반의 18유학(十八有學) 중의 하나이다.
- 18유학(十八有學)과 9무학(九無學)을 통칭하는 27현성(二十七賢聖) 중의 하나이다.

## 같이 보기
- 성자 (불교)
- 7성(七聖)
- 4향4과(四向四果)
- 18유학(十八有學)
- 6종아라한(六種阿羅漢)
- 7종아라한(七種阿羅漢)
- 혜해탈(慧解脫)
- 심해탈(心解脫)
- 구해탈(俱解脫)
- 9무학(九無學)